# Louis, Matthieu, Joseph et Anna Chedid
Pour les articles homonymes, voir Famille Chedid.
Louis, Matthieu, Joseph et Anna Chedid est à la fois le nom d'une tournée collective de la famille Chedid en 2015 et le titre de l'album studio enregistré la même année après cette tournée. Dans les deux cas, il s'agit d'une collaboration entre le chanteur Louis Chedid et trois de ses enfants : Matthieu (dit -M-), Joseph (dit Selim) et Anna (dite Nach).
Il existe deux versions de l'album, avec respectivement 20 et 33 titres. Il est constitué de reprises de chansons provenant du répertoire personnel des quatre membres de la famille Chedid, interprétées durant leur tournée commune, à l'exception du single F.O.R.T., qui a été composé collectivement et spécialement pour cet album.
Tous les enfants de Louis Chedid ont participé à l'album puisque sa fille aînée, Émilie Chedid, a filmé l'enregistrement de l'album et une partie de la tournée pour réaliser un making-of et un clip. L'écrivaine Andrée Chedid, mère de Louis, a indirectement participé à l'album de façon posthume puisqu'elle avait écrit les paroles de la chanson Je dis aime, qui fait partie des chansons reprises.

## Genèse

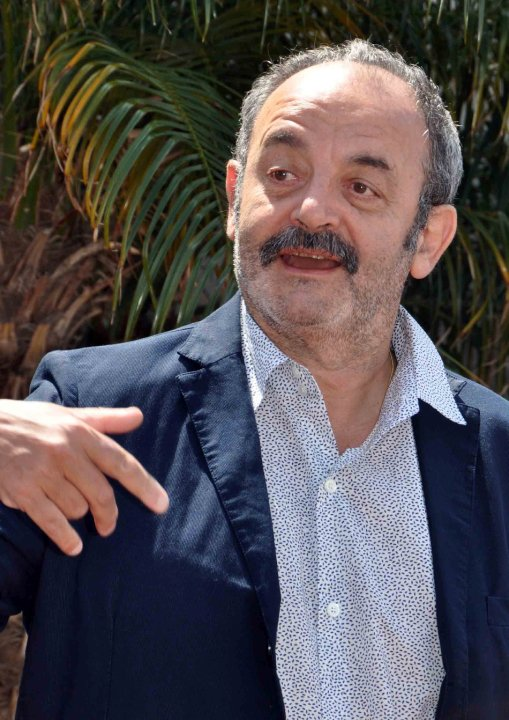
Louis Chedid en 2010.

En décembre 2013, Louis, Joseph et Anna Chedid participent à un concert de -M- à Bercy. Une amie qui a assisté au concert leur suggère de faire une tournée en famille. Alors qu'ils avaient déjà pensé à cette éventualité, les Chedid se disent que c'est le bon moment pour saisir cette occasion car les carrières solo de Joseph et Anna démarrent à la même période. Cette idée est annoncée en 2014 et prend forme en 2015, avec une trentaine de concerts, où le quatuor réinterprète des chansons du répertoire de chacun. La tournée débute en mai et s'achève le 13 septembre lors de la Fête de l'Humanité.
Ils décident ensuite d'enregistrer un album studio pour conserver une trace de ces reprises, plutôt que de produire un enregistrement live. Les Chedid enregistrent cet album aux studios La Fabrique à Saint-Rémy-de-Provence, sans faire appel à d'autres musiciens afin d'être le plus proche possible des conditions de leur tournée. Pour les mêmes raisons, l'album est enregistré très rapidement, en seulement quatre jours.
La seule chanson créée pour cet album, F.O.R.T., a été initiée au moment où les Chedid étaient en concert à Montréal. Ce single est rendu publique avant la sortie de l'album, en septembre 2015,. Le mot « Fort » est un clin d'œil au sens du mot « Chedid » en arabe,, et les quatre lettres symbolisent à la fois les différentes personnalités des quatre chanteurs et leur unité, en faisant référence aux quatre éléments : feu (F), eau (O), air (R) et terre (T),.

## Liste des concerts de la tournée
La famille Chedid s'est produite essentiellement en France, mais aussi, de façon ponctuelle, en Belgique, au Québec et en Suisse. Sur les 37 concerts de la tournée, 18 se sont tenus dans le cadre de festivals, dont une partie en plein air.
- 9 et 10 mai 2015 : Centre événementiel de Courbevoie
- 12 mai 2015 : Summum, à Grenoble
- 13 mai 2015 : Centre international de congrès de Tours
- 16 mai 2015 : Cirque Royal, à Bruxelles, dans le cadre des Nuits Botanique
- 17 mai 2015 : Le Colisée, à Roubaix
- 20, 21, 22, 23, 24 et 25 mai, puis 1er et 2 juin 2015 : Olympia, à Paris
- 5 juin 2015 : Le Bikini, à Ramonville-Saint-Agne
- 6 juin 2015 : Coopérative de Mai, à Clermont-Ferrand
- 7 juin 2015 : en plein air à Bulligny, dans le cadre du festival Le Jardin du Michel
- 13 juin 2015 : Salle Wilfrid-Pelletier, à Montréal, dans le cadre des FrancoFolies
- 19 juin 2015 : en plein air au camping Sunêlia Aluna Vacances, à Ruoms, dans le cadre de l'Ardèche Aluna Festival
- 22 et 23 juin 2015 : en plein air au théâtre antique de Lyon, dans le cadre des Nuits de Fourvière
- 24 juin 2015 : en plein air au théâtre de verdure de Nice
- 26 juin 2015 : en plein air au théâtre de verdure de Gémenos, dans le cadre du festival Les Arts Verts / Nuits de Gémenos
- 3 juillet 2015 : en plein air au Parc du Louvre, à Bobital, dans le cadre du festival L'Armor à Sons
- 17 juillet 2015 : Auditorium Stravinski du Centre des congrès, à Montreux, dans le cadre du festival de jazz de Montreux
- 18 juillet 2015 : en plein air au Parc des sports d'Aguiléra, à Biarritz, dans le cadre du Big Festival
- 19 juillet 2015 : en plein air au théâtre de verdure de Saint-Malô-du-Bois, dans le cadre du festival de Poupet
- 21 juillet 2015 : en plein air au théâtre antique d'Arles, dans le cadre du festival des Escales du Cargo
- 23 juillet 2015 : en plein air au théâtre de verdure de Patrimonio, dans le cadre du Festival international des Nuits de la Guitare
- 25 juillet 2015 : en plein air au Stade Vélodrome d'Arcachon, dans le cadre du festival Arcachon en scène
- 26 juillet 2015 : en plein air au théâtre de verdure de Brive-la-Gaillarde, dans le cadre du Brive Festival
- 27 juillet 2015 : Théâtre Jean-Deschamps de Carcassonne, dans le cadre du festival de Carcassonne
- 2 septembre 2015 : Espace culturel Le Champilambart, à Vallet
- 3 septembre 2015 : Maison de la Culture de Nevers
- 4 septembre 2015 : Capitole en Champagne, à Châlons-en-Champagne, dans le cadre du festival Foire en scène
- 6 septembre 2015 : Opéra Garnier, à Paris
- 13 septembre 2015 : en plein air au Parc départemental de La Courneuve, dans le cadre de la Fête de l'Humanité

## Contenu de l'album
Il existe deux versions de l'album : l'édition standard avec 20 titres, et l'édition limitée avec 33 titres répartis sur deux CD et un DVD de bonus. Il existe aussi une édition en triple vinyles et une version numérique en téléchargement légal. À la fin de certains titres, on entend de courts extraits des dialogues en studio.
La pochette de l'album est illustrée par une photo de Jean-Baptiste Mondino montrant les quatre Chedid derrière une guitare basse. Mondino n'a pris qu'un seul cliché pour créer cette pochette.
Certains titres sont chantés par leur interprète d'origine, alors que d'autres sont repris par un ou plusieurs membres de la famille Chedid.

### Édition standard
| 1.      | Ce qu’ils deviennent                                      | Anna              | 3:40 |
| 2.      | Tu peux compter sur moi                                   | Louis et Matthieu | 2:21 |
| 3.      | Paranoïa                                                  | Joseph            | 3:56 |
| 4.      | Mojo                                                      | Matthieu          | 2:12 |
| 5.      | Je suis moi                                               | Anna              | 3:20 |
| 6.      | T'as beau pas être beau                                   | Louis             | 3:00 |
| 7.      | Le Baptême                                                | Anna et Joseph    | 3:15 |
| 8.      | Egomane                                                   | Tous              | 2:23 |
| 9.      | Comme un seul homme                                       | Matthieu          | 3:34 |
| 10.     | Anne, ma sœur Anne                                        | Louis             | 2:12 |
| 11.     | Guérir                                                    | Joseph            | 5:15 |
| 12.     | Oh oui je t'aime                                          | Anna              | 2:48 |
| 13.     | Machistador                                               | Louis             | 3:55 |
| 14.     | Qui de nous deux                                          | Matthieu          | 4:17 |
| 15.     | La Belle                                                  | Louis             | 4:04 |
| 16.     | La Seine                                                  | Joseph            | 2:14 |
| 17.     | Ainsi soit-il                                             | Louis             | 2:52 |
| 18.     | Je dis aime                                               | Matthieu          | 4:11 |
| 19.     | On ne dit jamais assez aux gens qu’on aime qu’on les aime | Tous              | 2:58 |
| 20.     | F.O.R.T.                                                  | Tous              | 2:41 |
| 1h05:08 |                                                           |                   |      |

### Édition limitée

#### CD 1
| No  | Titre                   | Chant principal   | Durée |
| --- | ----------------------- | ----------------- | ----- |
| 1.  | Ce qu’ils deviennent    | Anna              | 3:40  |
| 2.  | Tu peux compter sur moi | Louis et Matthieu | 2:20  |
| 3.  | Paranoïa                | Joseph            | 3:56  |
| 4.  | Mojo                    | Matthieu          | 2:12  |
| 5.  | Je suis moi             | Anna              | 3:20  |
| 6.  | T'as beau pas être beau | Louis             | 3:00  |
| 7.  | Le Baptême              | Anna et Joseph    | 3:15  |
| 8.  | Egomane                 | Tous              | 2:23  |
| 9.  | L'Infini                | Joseph            | 4:27  |
| 10. | Comme un seul homme     | Matthieu          | 3:34  |
| 11. | L'Amour éternel         | Louis             | 3:29  |
| 12. | Danseur mondain         | Joseph            | 3:47  |
| 13. | Cœur de pierre          | Anna              | 2:31  |
| 14. | Ver de terre            | Matthieu          | 3:11  |
| 15. | Ode aux envies          | Joseph            | 2:53  |
| 16. | Anne, ma sœur Anne      | Louis             | 2:12  |

#### CD 2
| No  | Titre                                                     | Chant principal | Durée |
| --- | --------------------------------------------------------- | --------------- | ----- |
| 1.  | Guérir                                                    | Joseph          | 5:15  |
| 2.  | Oh oui je t'aime                                          | Anna            | 2:48  |
| 3.  | Machistador                                               | Louis           | 3:55  |
| 4.  | Qui de nous deux                                          | Matthieu        | 4:17  |
| 5.  | La Belle                                                  | Louis           | 4:04  |
| 6.  | Ainsi soit-il                                             | Louis           | 2:52  |
| 7.  | Délivre                                                   | Matthieu        | 2:53  |
| 8.  | La Bonne Étoile                                           | Matthieu        | 2:00  |
| 9.  | Âme mélodique                                             | Anna            | 0:55  |
| 10. | La Seine                                                  | Joseph          | 2:14  |
| 11. | Bouc-Bel-Air                                              | Louis           | 2:49  |
| 12. | Les absents ont toujours tort                             | Anna            | 2:31  |
| 13. | Triste et malheureux comme la pierre                      | Louis           | 3:01  |
| 14. | Mama Sam                                                  | Matthieu        | 3:35  |
| 15. | Je dis aime                                               | Matthieu        | 4:11  |
| 16. | On ne dit jamais assez aux gens qu’on aime qu’on les aime | Tous            | 2:58  |
| 17. | F.O.R.T.                                                  | Tous            | 2:41  |

#### Bonus DVD
Le DVD comprend deux films réalisés par Émilie Chedid, :
1. 33 tours à la Fabrique - making-of sur l'enregistrement de l'album
2. F.O.R.T. - clip du single, constitué d'images de l'enregistrement et de la tournée

### Origine des chansons

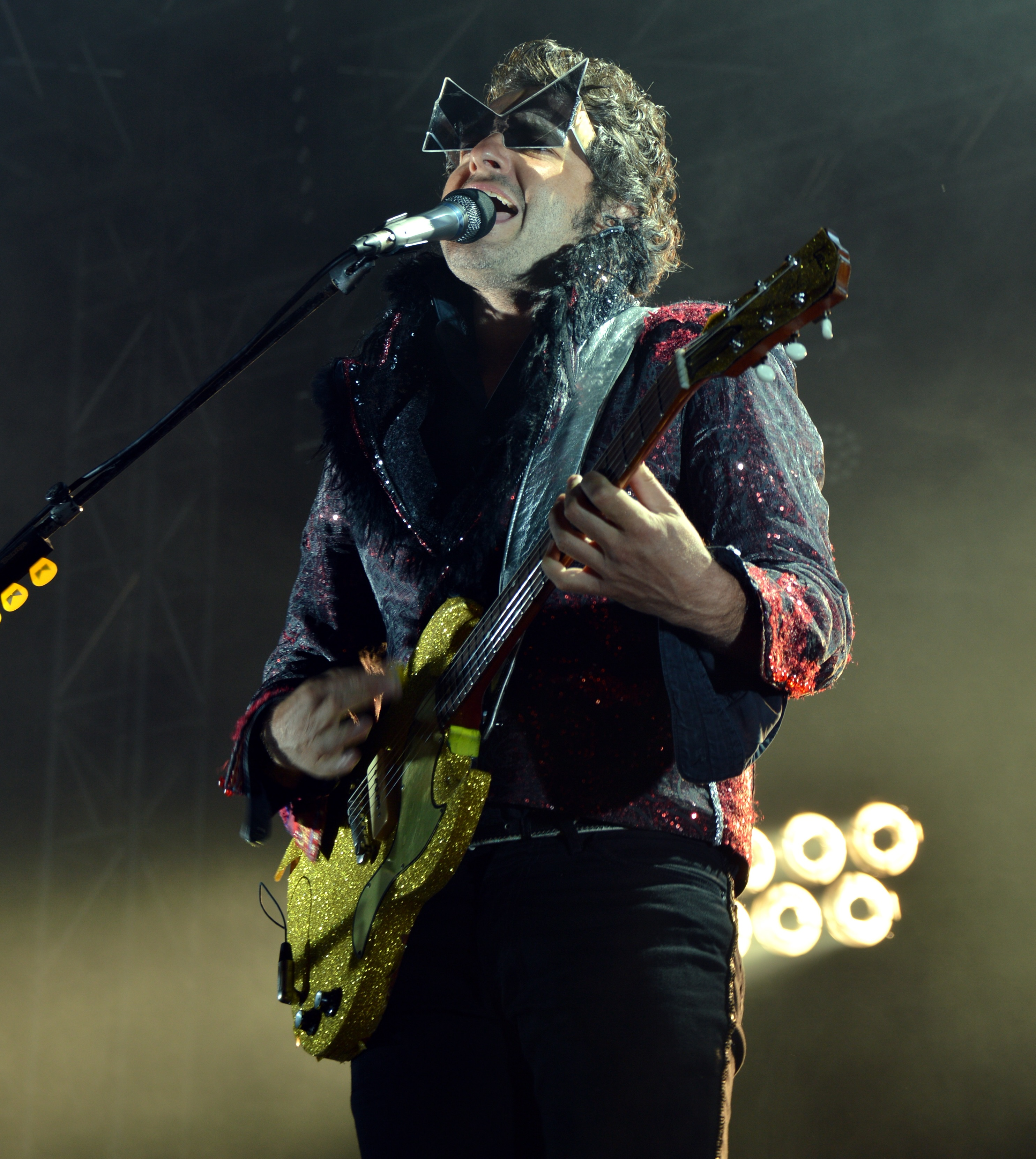
Concert solo de -M- en 2014.

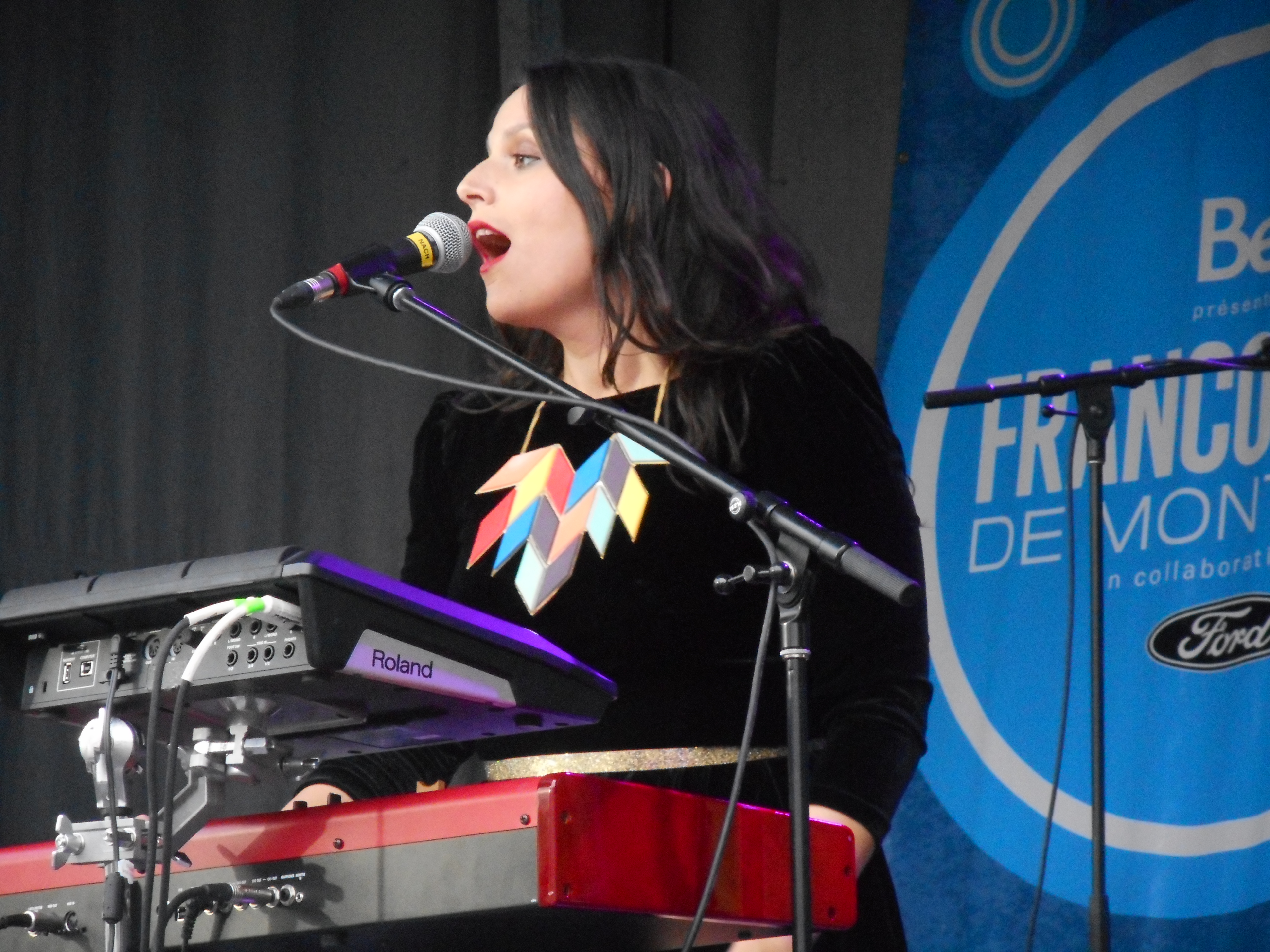
Concert solo de Nach en 2016.

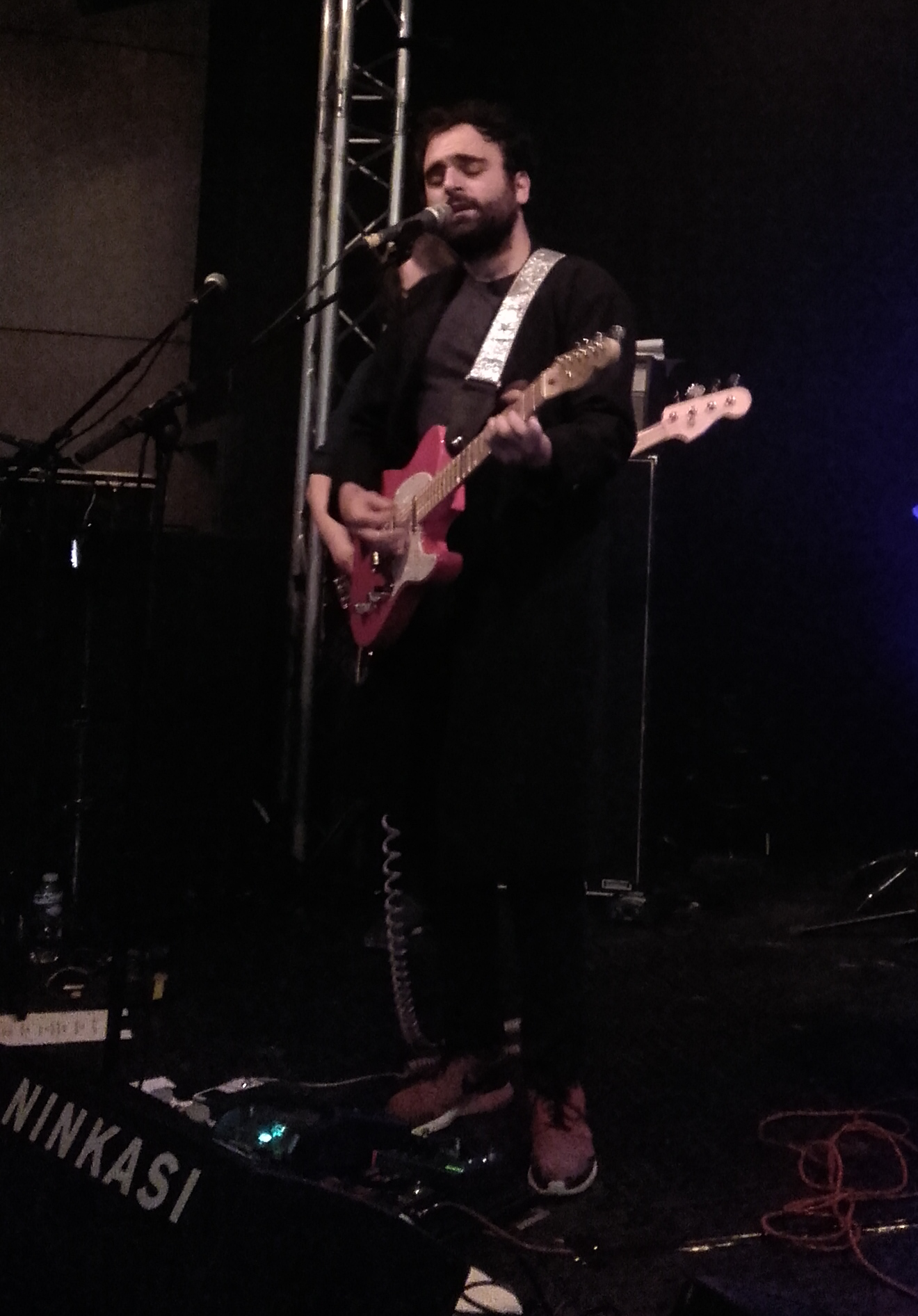
Concert solo de Selim en 2016.

Les chansons sont essentiellement des reprises, provenant de la discographie des quatre artistes de la famille Chedid, mais l'album comprend aussi trois titres inédits : Guérir et Comme un seul homme, qui avaient déjà été interprétés sur scène lors de la tournée commune, et F.O.R.T., seul titre créé spécialement pour cet album.
Douze chansons proviennent du répertoire de Louis Chedid (sept dans l'édition standard) :
- T'as beau pas être beau, Ver de terre et La Belle, issues de l'album T'as beau pas être beau (1978) ;
- Égomane et Danseur mondain, issues de l'album Égomane (1980) ;
- Ainsi soit-il, issue de l'album Ainsi soit-il (1981) ;
- Les absents ont toujours tort, issue de l'album Panique organisée (1983) ;
- Anne, ma sœur Anne, issue de l'album Anne, ma sœur Anne (1985) ;
- Bouc-Bel-Air, issue de l'album Bouc-Bel-Air (2001) ;
- Triste et malheureux comme la pierre, issue de l'album Botanique et Vieilles Charrues (2003) ;
- Tu peux compter sur moi et On ne dit jamais assez aux gens qu'on aime qu'on les aime, issues de l'album On ne dit jamais assez aux gens qu'on aime qu'on les aime (2010).

Dix chansons proviennent du répertoire de Matthieu Chedid (sept dans l'édition standard) :
- Le Baptême et Machistador, issues de l'album Le Baptême (1997) ;
- Je dis aime et Mama Sam, issues de l'album Je dis aime (1999) ;
- La Bonne Étoile et Qui de nous deux, issue de l'album Qui de nous deux ? (2003) ;
- Délivre, issue de l'album Mister Mystère (2009) ;
- La Seine, issue de la bande originale du film Un monstre à Paris (2011), originellement interprétée en duo avec Vanessa Paradis ;
- Mojo, issue de l'album Îl (2012) ;
- Comme un seul homme, inédite (jamais éditée en album, mais diffusée sur Internet en 2015 en hommage aux victimes de l'attentat contre Charlie Hebdo[12], puis interprétée sur scène).

Cinq chansons proviennent du répertoire de Joseph Chedid (deux dans l'édition standard) :
- Paranoïa, L'Infini, Ode aux envies et L'Amour éternel, issues de l'album Maison rock (2015) ;
- Guérir, inédite (jamais éditée en album, mais interprétée sur scène).

Cinq chansons proviennent du répertoire d'Anna Chedid (trois dans l'édition standard) :
- Cœur de pierre, Âme mélodique, Je suis moi, Oh oui je t'aime et Ce qu'ils deviennent, issues de l'album Nach (2015).

Une chanson a été créée collectivement par Louis, Matthieu, Joseph et Anna Chedid :
- F.O.R.T., inédite, qui est également sortie en single.

## Accueil critique
Sur France Info, Yann Bertrand considère que « l'originalité des interprétations redonne une nouvelle vie » aux reprises mais parle d'« un goût d'inachevé » en évoquant l'inédit F.O.R.T., « dont la qualité fait regretter qu'elle n'ait pas de petites sœurs ». Il salue par ailleurs le talent des deux artistes moins connus de la famille, Joseph et Anna.

## Classements et certifications
Toutes éditions confondues, l'album a été en 3e place des ventes en France la semaine de sa sortie. Il est resté dans le top 100 des meilleures ventes nationales pendant vingt-cinq semaines dont vingt-trois consécutivement, et quatre autres semaines dans les 150 premières ventes. L'album est certifié disque d'or (soit plus de 50 000 vendus) par le SNEP après un mois d'exploitation. Il a également été à la 10e place des ventes en Belgique et à la 24e place en Suisse.
Le single F.O.R.T. a occupé au mieux la 98e place hebdomadaire des ventes en France lors de sa sortie puis est resté deux autres semaines dans le top 200 national.

## Distinction
Les concerts de Louis, Matthieu, Joseph et Anna Chedid à l'Olympia, à l'Opéra Garnier et en tournée sont nommés pour la Victoire du spectacle musical, tournée ou concert lors des Victoires de la musique 2016.